# Sagalés (Oristà)
Sagalés és una casa d'Oristà (Lluçanès) inclosa a l'Inventari del Patrimoni Arquitectònic de Catalunya.

## Descripció
Edifici originàriament de planta rectangular i planta baixa més dos pisos, al qual se li han anat afegint diversos cossos regulars donant lloc a un conjunt complex. Coberta a dos vessants amb el carener paral·lel a la façana principal.
Murs construïts amb pedres irregulars lligades amb morter, queden restes d'arrevossat. Els murs al descobert deixen entreveure diferents etapes de construcció.
Portal d'entrada adovellat i finestres amb llinda de pedra picada, una de les quals conté una creu gravada.

## Història
En el fogatge fet a Oristà el 1553, conservat a l'Arxiu de la Corona d'Aragó, es fa esment del nom de Joan Solà de Sagalers, nom que posteriorment adoptarà la Casnova de Solà de Sagalés.